# Épreuve de travail
Pour les articles homonymes, voir travail.
Une épreuve de travail est un concours où les qualités de travail du chien ou du cheval sont jugées. Pour les chiens, les épreuves de travail sont organisées par un club canin et se closent par un brevet. Toutes les races ne peuvent pas concourir à une épreuve.

## Chien
Différentes épreuves récompensent :
- les chiens de défense ;
- les chiens de pistage ;
- les chiens de détection ;
- les chiens de berger ;
- les chiens de chasse ;
- les lévriers, pour lesquelles il existe des épreuves de poursuite à vue ou sur cynodrome.